# Furth bei Göttweig
Furth bei Göttweig är en ort och kommun  i Österrike. Den ligger i distriktet Krems i förbundslandet Niederösterreich, 60 km väster om huvudstaden Wien.
Kommunen består av sju orter (Ortschaften) (inom parentes invånarantal 1 januari 2024):

- Aigen (124)
- Furth bei Göttweig (1 728)
- Klein-Wien (61)
- Oberfucha (149)
- Palt (738)
- Steinaweg (196)
- Stift Göttweig (27)